# Zahra Bouras
Zahra ou Zehra Bouras, née le 13 janvier 1987, est une athlète algérienne, spécialiste du demi-fond.
Son meilleur temps est de 1 min 58 s 78, réaliser à Montreuil-sous-Bois (5 juin 2012) sur 800 m. Elle remporte la médaille d'or aux Championnats d'Afrique 2010 à Nairobi.